# Herjava
Koordinaten: 58° 57′ N, 23° 38′ O
Herjava ist ein Dorf (estnisch küla) in der Stadtgemeinde Haapsalu (bis 2017: Landgemeinde Ridala) im Kreis Lääne in Estland.
Der Ort hat 203 Einwohner (Stand 31. Dezember 2011). Er liegt sechs Kilometer östlich der Kernstadt Haapsalu.